# H. Allen Orr
H. Allen Orr (né le 11 juillet 1960) est professeur de biologie à l'Université de Rochester.

## Biographie
H. Allen Orr a obtenu un bachelor's degree en Biologie et Philosophie au Collège de William et Mary et son Ph.D. en Biologie de l'Université de Chicago, où il a étudié sous la direction de Jerry Coyne (en). Sa recherche post-doctorale a été entreprise à Université de Californie à Davis.
Orr est un généticien dont les recherches se tournent vers la génétique de la spéciation et de l'adaptation, en particulier sur la génétique basée sur la stérilité hybride et la non viabilité. Combien de gènes sont la cause de l'isolement reproductif entre espèces ? Quelles sont les fonctions normales de ces gènes et quelle forces de l'évolutionn provoquent leur divergence ? Il étudie ces problèmes à travers l'analyse génétique de l'isolation reproductive entre espèces de Drosophila. Dans son travail sur l'adaptation, Orr s'intéresse aux règles théoriques qui peuvent caractériser la génétique des populations de l'adaptation. Ses premiers travaux sur Drosophila ont été la base de beaucoup de recherches sur la spéciation. Orr est considéré comme l'un des rares biologistes de l'évolution à avoir apporté une contribution fondamentale à la façon dont les changements se produisent au fil des lignées au fil du temps, ainsi qu'à la manière dont les lignées se divisent pour donner naissance à de nouvelles espèces.